# Nemíž
Nemíž település Csehországban, Tehovban.  Lakosainak száma 51 fő (2021. március 26.).

## Népesség
A település lakosságának változását az alábbi diagram mutatja:
| Lakosok száma | 183  | 177  | 164  | 152  | 126  | 96   | 79   | 47   | 37   | 51   |
|               | 1869 | 1890 | 1900 | 1921 | 1930 | 1961 | 1970 | 1991 | 2001 | 2021 |